# 근초고왕 (드라마)
《근초고왕》(近肖古王)은 2010년 11월 6일부터 2011년 5월 29일까지 방영된 KBS 1TV 대하드라마이다. 한국방송공사에서 기획한 삼국시대 영웅전의 첫 번째 작품으로, 이문열의 소설 《대륙의 한》을 바탕으로 제작되었다. 초반에는 비교적 갑옷 고증이나 역사적 고증에 충실하다는 평을 받았으나, 극 후반부 근구수왕의 출생의 비밀에 대한 이야기가 나온 이후로 엄청난 비난을 받았다.
한편, 이 작품은 당초 주말 특별기획 드라마 전우가 끝난 뒤 곧바로 편성될 예정이었지만 준비 미비 때문에 어려움을 겪어왔다.
결국 KBS는 5부작 특집극 자유인 이회영을 대타로 올렸으며 이 탓인지 <근초고왕>은 자유인 이회영이 끝난 뒤인 2010년 9월 시작할 예정이었으나 준비 미비로 어려움을 겪어왔고 이 과정에서 KBS는 바람의 나라를 재방송하는 것도 한때 검토했지만 재편집 문제 등의 이유로 불발됐으며 이에 KBS는 2010년 서울 G20 정상회의 특집물을 급하게 편성 한 바 있었다.
아울러, 김지수(부여화 역)가 해당 작품을 통해 대하사극에 처음으로 출연했다.

## 제작진
- 크리에이터: 이한호
- 총괄프로듀서: 이강현
- 책임프로듀서: 이재영
- 프로듀서: 신현수, 한철경
- 촬영: 엄준성, 손형식, 이영섭
- 조명: 박중기, 임강순, 김광수
- 미술: 서정엽
- 음악: 이필호
- 편집: 민병호
- 특수영상기획: 박준균
- 무술지도: 정두홍
- 무용지도: 경임순
- 동시녹음: 옥승훈
- 조연출: 유종선, 김신일
- 극본: 정성희, 유숭열
- 연출: 윤창범, 김영조
- 해설: 설영범

## 등장 인물
※ 드라마 상의 인물 설정으로, 실제 역사적 기록과는 다를 수 있습니다.
※ (†) 표시는 드라마 상으로 현재 사망한 인물입니다.
※ (‡) 표시는 드라마 상으로 현재 중도 하차한 인물(배우)입니다.

### 주인공
- 감우성 - 근초고왕 역 : 비류왕과 진비의 적장자. 백제 제13대 어라하.(아역: 전영찬) †

### 근초고왕의 주변 인물
- 김지수 - 부여화 역 : 부여준의 딸. 근초고왕의 전 제1왕후. 15년 후 위례궁주. 부여구수[7](근구수왕)의 모후.(아역: 최선영) †
- 안재모 - 진승 역 : 내신좌평. 진족의 수장. 부여구와는 고종사촌형제사이. (아역 : 정태호)
- 이지훈 - 해건 역: 조정좌평. 해족의 수장. 해녕의 아들. 부여준의 양아들. †‡
- 정웅인 - 위비랑 역 : 단범회 회주. 근초고왕 대 병관좌평 겸 요서군공.
- 이세은 - 위홍란(진홍란) 역 : 위비랑의 동생. 단범회 부회주. 진정의 양녀. 완월당. 근초고왕의 왕후.슬하에 근 왕자와 진 공주를 두었다.
- 강성진 - 파윤 역 : 부여구의 호위무사. 근초고왕 대 내두좌평.
- 한정수 - 복구검 역 : 부여구의 호위무사. 근초고왕 대 위사좌평.
- 정흥채 - 두고 역 : 단범회 장수. 근초고왕 대 위사대장군.
- 안석환 - 고흥 역 : 동부여 유학자. 태학 박사(博士). 백제 서기의 저자.
- 이인 - 아지카이 역 : 단범회 책사. 근초고왕 대 내법좌평.
- 정지아 - 치희 역 : 두고의 동생. 홍란의 시녀. 백제 시녀장.
- 서현철 - 염보 역 : 파윤의 아버지. 청하원 소금장원 대행수. ‡
- 손종범 - 팔복 역 : 염보의 수하. ‡
- 곽승남 - 자출 역 : 염보의 수하. 마한 출신. ‡
- 오성열 - 찬웅포 역 : 부여유민 출신. 오기당주. 진성 수비대장. ‡
- 서인석 - 흑강공 사훌 역: 근초고왕의 조부. 국태공. 사반왕의 동생. 초고왕계의 정신적 지주. †‡
- 윤승원 - 비류왕 역(부여구태): 근초고왕의 아버지. 백제 제 11대 어라하. 흑강공 사훌의 아들. †‡
- 이종수 - 부여찬(扶餘瓚) 역: 비류왕과 해비의 적장자. †‡
- 이병욱 - 부여휘 역: 비류왕과 해비의 2남. †‡ (아역 : 김지섭)
- 김태훈 - 부여산 역: 비류왕과 해비의 3남. †‡ (아역 : 송정균)
- 김도현 - 부여몽 역: 비류왕과 진비의 2남으로 비류왕의 5남. 부여구의 친동생. (아역 : 서동현)
- 오승윤 : 부여근 역: 근초고왕과 진홍란의 적장자.
- 이지현 : 부여진 역: 근초고왕과 진홍란의 딸. 사기의 부인. 부여근의 여동생.
- 박건일 : 쇠꼬비 역 : 근초고왕과 부여화의 아들이자 초고왕통의 적장자. 부여근의 이복 형. 위사장군. 부여광과는 이종사촌형제사이이다. 훗날 근초고왕의 뒤를 이어 백제 제14대 어라하인 근구수왕이 된다.
- 이우석 - 태감 역 ‡
- 이용진 - 태감 역

#### 진씨 가문
- 김효원 - 진정 역: 비류왕을 따르는 진족의 수장. 전 내신좌평. 진승의 아버지. 기로부.
- 김형일 - 진고도 역: 백제의 대장군. 진정의 동생. 사오리성 성주. 진남 대장군 파사후.
- 함은정 - 진아이 역: 진고도의 딸, 후일 근구수왕의 제1왕후인 아이부인이다.
- 김도연 - 진비 사하 역: 비류왕의 제2왕후. 소숙당. 부여구, 몽의 어머니. †‡
- 신동훈 - 진률 역: 진씨 귀족. 달솔. 기로부.

### 고구려 인물
- 이종원 - 고국원왕 역 : 고구려 제16대 태왕. 미천왕의 맏아들. †‡
- 김응수 - 조불 역: 고구려의 국상. 읍로부. 태자 구부의 스승. †‡
- 전병옥 - 고노자 역: 고구려의 막리지, 북부대형. ‡
- 박철호 - 고치수 역: 고구려 대방지역의 욕살이자 대장군. †‡
- 원석연 - 소우 역: 고구려의 막리지, 남부대형. 15년 후 국상. ‡
- 엄경환 - 나만 역: 관나부 수장. 15년 후 막리지. †‡
- 심우창 - 태감 역 ‡
- 정수영 - 상궁 역 †‡
- 진성 - 구부 역: 사유의 맏아들. 후일 고구려 17대 소수림왕.(아역 : 정윤석) ‡
- 김광영 - 고무 역: 대장군. 미천왕의 둘째아들이며 사유의 동생. ‡
- 박유승 - 개연수 역: 장군. 후일 국상(대대로)이 된다. ‡
- 김주환 - 이련 역: 사유의 둘째아들. 후일 고구려 18대 고국양왕. ‡

#### 특별 출연
- 이덕화 - 동명성왕 역: 옛 단군조선의 강토를 되찾은 고구려의 시조. 해모수와 유화의 아들 †
- 박정우 - 유리왕 역: 고구려 제2대 왕. 동명성왕과 첫번째 부인 예씨의 아들로 동명성왕의 장남. †
- 곽인호 - 미천왕 : 고구려 제 15대 태왕. 고국원왕의 아버지. 서천왕의 손자이며, 고추가[8] 돌고의 아들. †

### 고이왕의 주변 인물
- 고이왕: 백제 제 8대 어라하. 책계왕의 아버지. 부여준의 시조이자 개루왕의 둘째아들. †
- 책계왕: 계왕 부여준의 조부. 백제 제 9대 어라하. 제 8대 고이왕의 맏아들. †
- 분서왕: 계왕 부여준의 아버지. 백제 제 10대 어라하. 제 9대 책계왕의 맏아들. †
- 한진희 - 계왕 역 (부여준) : 백제 제12대 계왕. 분서왕의 맏아들. †‡
- 안신우 - 부여민(扶餘珉) 역 : 부여준과 소해비의 적장자. 위례공. †‡
- 황동주 - 부여문(扶餘文) 역 : 부여준과 소해비의 2왕자. †‡
- 최지나 - 석라해 역 : 부여민의 부인. 조황실 공주.
- 서현석 - 부여광 역 : 부여민과 석라해의 적장자. 부여화의 조카. 정남장군. 쇠꼬비(부여구수)와는 고종사촌형제사이이다. 고이왕통의 적장자.
- 박그리나 - 단단이 역: 부여화의 옛 시녀장. 여관장. 전 백제 시녀장. 쇠꼬비(부여구수)의 양모이자 을마흘과는 부부사이.
- 공정환 - 쇠노(옛 을마훌) 역: 대야장. 해건의 옛 무사. 구수의 양부. 단단이와는 부부사이

#### 특별 출연
- 정애리 - 소서노 역: 동명성왕의 제 2왕후. 비류와 온조의 어머니. †
- 홍석조 - 온조왕 역: 백제의 시조. 비류의 친동생. †
- 변두수 - 비류 역: 소서노의 장자. 온조왕의 친형. †

#### 해씨 가문
- 김기복 - 해녕(解寧)역: 부여준을 따르는 해족의 수장. 해건의 아버지. 전 내신좌평. 기로부. †‡
- 최명길 - 해비 해소술 역: 비류왕과 계왕의 제1왕후. 완월당. 부여찬, 휘, 산 형제의 어머니. †‡
- 김보미 - 소해비 해여울 역: 부여준의 부인. 부여민, 문, 화의 어머니.

#### 국씨 가문
- 김영기 - 국나호 역: 국족의 수장. 달솔. †‡

#### 연씨 가문
- 김준모 - 연도숙 역: 연족의 수장. 달솔. †‡

#### 사씨 가문
- 이재연 - 사충선 역: 전 사족의 수장. 달솔. 사어달 사기의 아버지. †‡
- 전승빈 - 사기(斯紀) 역: 사충선의 아들. 이전 이름은 사어달. 부마도위. 사족의 수장. 역사상으로는 본래 백제인이었으나 국용마의 발굽을 상하게 한 잘못을 저지르고 고구려로 피신하였다. 하지만 이것은 근초고왕과 아직기, 그리고 사기 사이에서 미리 계획된 것이었으며, 이후 치양성 전투에서 고구려군의 군사 기밀을 미리 백제 진영으로 빼돌려 백제군의 승리에 기여한다.

### 부여 인물
- 박용진 - 현왕 역 : 부여의 국왕

### 마한 인물
- 박칠용 - 할불 역 : 마한 목지국 국왕, 진왕. 기로부.
- 전현 - 건건만신 역 : 마한 건마국 국왕. 기로부.
- 이계영 - 염로국 왕 역 : 마한 염로국 국왕
- 박태민 - 침미고루 : 마한 침미다례 국왕. †
- 신동우 - 침미소 역 : 마한 54개 소국들 중 마지막으로 백제에 복속한 침미다례국의 마지막 왕자.
- 황범식(특별 출연) - 대장장이 역 : 마한 목지국 곡나부 철산 대장장이.

### 말갈 인물
- 정의갑 - 부간태 역 : 말갈족 쇠둘레부 군장. 고모리성 성주 †‡

### 조나라 인물
- 이효정 - 추응백 역 : 조나라 절강성 태수, 절지도독. ‡
- 이원발 - 진성 현위 역 : 조나라 진성 성주 ‡
- 황덕재 - 진성 장군 역 : 조나라 진성 장군 ‡

### 연나라 인물
- 송용태 - 모용황 역 : 연나라 황제 †‡
- 장기용 - 우문갈 역 : 연나라 대사마 ‡
- 정재곤 - 모용수 역 : 연나라 대장군, 모용황의 5황자 ‡
- 정욱 - 단란 역 : 연나라 장군, 단부 수장 ‡
- 안홍진 - 탁발예궤 역 : 연나라 장군, 탁발부 수장 †‡

### 동진 인물
- 진운성 - 사마비 역 : 동진의 태자, 훗날 동진 6대 애황제. ‡

### 신라 인물
- 김하균 - 실성 역 : 신라의 사신. 실성 마립간. 마지막회 자막에서는 후일 내물 마립간으로 오기됨. ‡

### 왜나라 인물
- 조병기 - 유랴쿠 역 : 왜나라 야마토 정권의 황태자, 훗날 유랴쿠 천황. ‡

#### 야마타이 국
- 홍인영 - 진구공주 역 : 왜나라 야마타이 국 공주, 훗날 야마토 정권의 진구 황후. ‡

### 그 외 인물
- 강한별 - 큰어지 역 : 고흥의 시동. 훗날의 왕인
- 홍성호 - 타벌치 역 : 단범회 장군
- 현철호 - 딸기 역 : 진씨 가문의 장군
- 이건 - 무출 역 : 진씨 가문의 장군
- 김주호 - 동명전 장군 역
- 송봉근 - 단범회 병사 역
- 최동엽 - 단범회 병사 역
- 조창근 - 전령 역
- 이철민 - 말갈 장군 역
- 이한갈 - 백제 싸울아비 역
- 지성환 - 백제 싸울아비 역
- 박규점 - 백제 어의 역
- 허기호 - 백제 어의 역
- 신원균 - 백제 장군 역
- 송승용 - 백제 장군 역
- 임진택 - 백제 장군 역
- 전헌태 - 백제 장군 역
- 김길동 - 백제 장군 역
- 류성훈 - 백제 장군 역
- 김민진 - 고구려 병사 역
- 강성용 - 백제 귀족자제 역
- 나승호 - 백제 귀족자제 역
- 하나경 - 고구려 나인 역

## 각종 사건사고
- 진승 역의 안재모는 근초고왕 촬영으로 집을 비운 사이 신혼집에 도둑이 들어 패물을 도둑맞았다.[9][10]
- 주인공 감우성은 제작진에게 폭언, 폭행 등을 가해 구설수에 올랐다.[11]
- 계왕의 딸 부여화 역의 김지수는 드라마 방영 직전 음주 뺑소니 사건을 일으켰고 제작발표회에도 불참해 여론의 따가운 시선을 받았다.[12][13]
- 비류왕의 아버지 흑강공 사휼 역의 서인석은 대리기사 폭행으로 불구속 입건되어 하차했다.[14]

## 사운드 트랙
| #   | 제목                  | 가수   | 재생 시간 |
| --- | --------------------- | ------ | --------- |
| 1.  | 〈근초고왕〉          |        | 2:35      |
| 2.  | 〈나의 길〉           | 임태경 | 4:21      |
| 3.  | 〈Dream Of The King〉 |        | 5:16      |
| 4.  | 〈대제국의 석양〉     |        | 2:13      |
| 5.  | 〈연민〉              |        | 3:35      |
| 6.  | 〈영웅〉              |        | 2:11      |
| 7.  | 〈불굴의 의지〉       |        | 3:00      |
| 8.  | 〈검무〉              |        | 2:38      |
| 9.  | 〈부여구〉            |        | 2:08      |
| 10. | 〈운명의 그늘〉       |        | 2:26      |
| 11. | 〈여화〉              |        | 2:23      |
| 12. | 〈사유의 분노〉       |        | 1:47      |
| 13. | 〈임전무퇴〉          |        | 2:09      |
| 14. | 〈출정〉              |        | 2:01      |
| 15. | 〈백제를 그리며〉     |        | 2:15      |
| 16. | 〈애상〉              |        | 2:52      |
| 17. | 〈나를 따르라〉       |        | 2:58      |
| 18. | 〈머나먼 여정〉       |        | 2:44      |
| 19. | 〈왕의 귀환〉         |        | 2:21      |
| 20. | 〈아득히 먼〉         |        | 2:51      |
| 21. | 〈대륙을 품고〉       |        | 6:35      |

## 시청률
| 2010년             | 2010년             | 2010년         | 2010년       | 2010년         | 2010년       |
| 회차               | 방송일             | TNmS 시청률    | TNmS 시청률  | AGB 시청률     | AGB 시청률   |
| 회차               | 방송일             | 대한민국(전국) | 서울(수도권) | 대한민국(전국) | 서울(수도권) |
| ------------------ | ------------------ | -------------- | ------------ | -------------- | ------------ |
| 제1회              | 11월 6일           | 8.9%           | 8.4%         | 10.9%          | 10.9%        |
| 제2회              | 11월 7일           | 8.6%           | 8.5%         | 9.2%           | 9.6%         |
| 제3회              | 11월 13일          | 8.7%           | 8.6%         | 10.3%          | 10.6%        |
| 제4회              | 11월 14일          | 9.8%           | 9.8%         | 10.1%          | 10.3%        |
| 제5회              | 11월 20일          | 7.1%           | 7.8%         | 8.0%           | 7.9%         |
| 제6회              | 11월 21일          | 9.5%           | 9.4%         | 9.8%           | 9.9%         |
| 제7회              | 11월 27일          | 7.6%           | 7.6%         | 8.5%           | 9.7%         |
| 제8회              | 11월 28일          | 8.8%           | 8.4%         | 9.1%           | 9.3%         |
| 제9회              | 12월 4일           | 9.1%           | 8.7%         | 10.2%          | 10.4%        |
| 제10회             | 12월 5일           | 10.1%          | 10.5%        | 9.8%           | 9.7%         |
| 제11회             | 12월 11일          | 10.7%          | 10.9%        | 10.7%          | 11.0%        |
| 제12회             | 12월 12일          | 11.3%          | 11.3%        | 10.9%          | 10.1%        |
| 제13회             | 12월 18일          | 9.5%           | 9.2%         | 10.2%          | 9.7%         |
| 제14회             | 12월 19일          | 11.9%          | 11.9%        | 12.0%          | 10.9%        |
| 제15회             | 12월 25일          | 11.7%          | 11.6%        | 12.1%          | 12.6%        |
| 제16회             | 12월 26일          | 11.1%          | 10.9%        | 12.4%          | 11.5%        |
| 2010년 평균 시청률 | 2010년 평균 시청률 | 9.7%           | 9.6%         | 10.3%          | 10.3%        |
| 2011년             |                    |                |              |                |              |
| 제17회             | 1월 1일            | 8.6%           | 9.5%         | 11.0%          | 11.3%        |
| 제18회             | 1월 2일            | 11.1%          | 13.0%        | 10.6%          | 11.2%        |
| 제19회             | 1월 8일            | 10.5%          | 11.5%        | 11.6%          | 12.1%        |
| 제20회             | 1월 9일            | 10.2%          | 11.3%        | 11.5%          | 12.1%        |
| 제21회             | 1월 15일           | 10.3%          | 10.7%        | 10.3%          | 9.6%         |
| 제22회             | 1월 16일           | 10.7%          | 11.5%        | 11.1%          | 11.1%        |
| 제23회             | 1월 22일           | 11.5%          | 12.2%        | 12.5%          | 12.4%        |
| 제24회             | 1월 23일           | 11.9%          | 12.7%        | 12.1%          | 11.9%        |
| 제25회             | 1월 29일           | 11.4%          | 13.1%        | 12.3%          | 12.0%        |
| 제26회             | 1월 30일           | 12.0%          | 12.8%        | 12.7%          | 12.6%        |
| 제27회             | 2월 5일            | 11.9%          | 12.5%        | 12.6%          | 13.2%        |
| 제28회             | 2월 6일            | 12.2%          | 13.4%        | 12.3%          | 11.8%        |
| 제29회             | 2월 12일           | 12.2%          | 11.9%        | 11.9%          | 11.6%        |
| 제30회             | 2월 13일           | 12.3%          | 13.2%        | 12.9%          | 12.3%        |
| 제31회             | 2월 19일           | 12.1%          | 12.6%        | 11.8%          | 11.3%        |
| 제32회             | 2월 20일           | 12.0%          | 11.5%        | 12.0%          | 11.4%        |
| 제33회             | 2월 26일           | 11.9%          | 12.0%        | 11.9%          | 11.3%        |
| 제34회             | 2월 27일           | 13.2%          | 13.2%        | 12.9%          | 12.5%        |
| 제35회             | 3월 5일            | 12.3%          | 13.1%        | 11.2%          | 11.0%        |
| 제36회             | 3월 6일            | 11.7%          | 12.4%        | 11.6%          | 11.1%        |
| 제37회             | 3월 12일           | 11.7%          | 11.9%        | 10.3%          | 10.4%        |
| 제38회             | 3월 13일           | 11.1%          | 11.3%        | 10.5%          | 10.2%        |
| 제39회             | 3월 19일           | 11.0%          | 10.9%        | 10.4%          | 10.0%        |
| 제40회             | 3월 20일           | 11.4%          | 11.9%        | 11.6%          | 10.4%        |
| 제41회             | 3월 26일           | 9.8%           | 9.7%         | 10.1%          | 10.1%        |
| 제42회             | 3월 27일           | 11.2%          | 11.5%        | 11.1%          | 11.1%        |
| 제43회             | 4월 2일            | 11.7%          | 11.4%        | 10.8%          | 11.0%        |
| 제44회             | 4월 3일            | 12.2%          | 11.8%        | 11.6%          | 11.8%        |
| 제45회             | 4월 9일            | 10.1%          | 9.8%         | 11.0%          | 10.8%        |
| 제46회             | 4월 10일           | 10.5%          | 9.6%         | 12.0%          | 11.4%        |
| 제47회             | 4월 16일           | 10.3%          | 9.9%         | 11.1%          | 10.6%        |
| 제48회             | 4월 17일           | 11.2%          | 11.4%        | 11.8%          | 11.9%        |
| 제49회             | 4월 23일           | 10.7%          | 10.8%        | 10.9%          | 11.1%        |
| 제50회             | 4월 24일           | 10.5%          | 10.8%        | 11.3%          | 11.0%        |
| 제51회             | 4월 30일           | 8.7%           | 7.8%         | 9.4%           | 9.4%         |
| 제52회             | 5월 1일            | 8.8%           | 7.9%         | 11.2%          | 11.2%        |
| 제53회             | 5월 7일            | 9.4%           | 9.1%         | 10.0%          | 10.2%        |
| 제54회             | 5월 8일            | 9.5%           | 8.7%         | 10.0%          | 9.4%         |
| 제55회             | 5월 14일           | 9.2%           | 9.3%         | 9.3%           | 10.1%        |
| 제56회             | 5월 15일           | 10.4%          | 10.1%        | 10.4%          | 10.8%        |
| 제57회             | 5월 21일           | 9.7%           | 9.6%         | 11.1%          | 12.4%        |
| 제58회             | 5월 22일           | 11.0%          | 10.9%        | 10.9%          | 11.8%        |
| 제59회             | 5월 28일           | 9.9%           | 9.6%         | 9.9%           | 10.1%        |
| 제60회             | 5월 29일           | 10.2%          | 10.6%        | 10.2%          | 10.3%        |
| 2011년 평균 시청률 | 2011년 평균 시청률 | 10.9%          | 11.2%        | 11.2%          | 11.2%        |
| 전체평균 시청률    | 전체평균 시청률    | 10.6%          | 10.7%        | 11.0%          | 11.0%        |

## 연장
- 2011년 2월 21일 : 후속작인 광개토대왕의 제작 지연으로 갑작스럽게 근초고왕 방영 분량이 50부작에서 10회 연장되어 60부작으로 방영되었다.

## 경쟁 프로그램
- 욕망의 불꽃 (MBC TV)
- 내 마음이 들리니 (MBC TV)
- 인생은 아름다워 (SBS)
- 시크릿 가든 (SBS)
- 신기생뎐 (SBS)

## 같이 보기
- 주몽 (드라마)
- 광개토태왕 (드라마)
- 서동요 (드라마)
- 삼국기
- 계백 (드라마)